# OVOL2
OVOL2 (англ. Ovo like zinc finger 2) – білок, який кодується однойменним геном, розташованим у людей на короткому плечі 20-ї хромосоми. Довжина поліпептидного ланцюга білка становить 275 амінокислот, а молекулярна маса — 30 438.
| 10         |  | 20         |  | 30         |  | 40         |  | 50         |
| ---------- |  | ---------- |  | ---------- |  | ---------- |  | ---------- |
| MPKVFLVKRR |  | SLGVSVRSWD |  | ELPDEKRADT |  | YIPVGLGRLL |  | HDPPEDCRSD |
| GGSSSGSGSS |  | SAGEPGGAES |  | SSSPHAPESE |  | TPEPGDAEGP |  | DGHLATKQRP |
| VARSKIKFTT |  | GTCSDSVVHS |  | CDLCGKGFRL |  | QRMLNRHLKC |  | HNQVKRHLCT |
| FCGKGFNDTF |  | DLKRHVRTHT |  | GIRPYKCNVC |  | NKAFTQRCSL |  | ESHLKKIHGV |
| QQQYAYKQRR |  | DKLYVCEDCG |  | YTGPTQEDLY |  | LHVNSAHPGS |  | SFLKKTSKKL |
| AALLQGKLTS |  | AHQENTSLSE |  | EEERK      |  |            |  |            |

A: Аланін

C: Цистеїн

D: Аспарагінова кислота

E: Глутамінова кислота

F: Фенілаланін

G: Гліцин

H: Гістидин

I: Ізолейцин

K: Лізин

L: Лейцин

M: Метіонін

N: Аспарагін

P: Пролін

Q: Глутамін

R: Аргінін

S: Серин

T: Треонін

V: Валін

W: Триптофан

Кодований геном білок за функціями належить до білків розвитку, фосфопротеїнів. 
Задіяний у таких біологічних процесах, як транскрипція, регуляція транскрипції, альтернативний сплайсинг. 
Білок має сайт для зв'язування з іонами металів, іоном цинку, ДНК. 
Локалізований у ядрі.